# Strawberry Sex
「Strawberry Sex」（ストロベリー・セックス）は、平井堅通算15枚目のシングル。2002年5月22日発売。発売元はDefSTAR RECORDS（ソニー・ミュージックエンタテインメント系列）。

## 解説
リリース時は、積極的にテレビの音楽番組に出演していた。TBS系『うたばん』では、好きな歌手と公言している松田聖子と共にトークコーナーに出演。
表題曲「Strawberry Sex」は発売後、本田技研工業「That's」コマーシャルソングに起用された。
オリコンTOP10入りを逃し、累計売上も約5万枚に留まるなどセールスが不調だったため、そのことを本人がネタにすることがある。しかし平井自身が好んでいる楽曲ということもあり、コンサートでも披露される機会が多い。。また、「S」から始まるもう1枚のアップテンポ・シングル曲「style」とともに、"2S" と平井自身によって呼ばれることがあり、ともにJ-WAVEが発売時にプッシュしていた。
ミュージック・ビデオでは、ヒッチハイクとギャンブルをテーマにしており、平井自身がコミカルな演技を披露している。
累計出荷枚数は15万枚。

## 収録曲
| #  | タイトル                                                   | 作詞           | 作曲       | 編曲                     | 時間 |
| -- | ---------------------------------------------------------- | -------------- | ---------- | ------------------------ | ---- |
| 1. | 「Strawberry Sex」                                         | 多田琢、平井堅 | 中野雅仁   | 中野雅仁                 | 4:29 |
| 2. | 「ex-girlfriend」                                          | 平井堅         | 村山晋一郎 | 村山晋一郎               | 4:16 |
| 3. | 「Missin' you 〜It will break my heart〜」(remix ascended) | 平井堅         | Babyface   | 三村奈々恵（リミックス） | 6:54 |
| 4. | 「Strawberry Sex」(less vocal)                             |                |            |                          | 4:30 |

## 収録作品
- Strawberry Sex

LIFE is...
Ken Hirai 10th Anniversary Complete Single Collection '95-'05 歌バカ
- Strawberry Sex ‐Sweet Mix‐

Ring
- ex-girlfriend

LIFE is...
- Missin' you 〜It will break my heart〜（remix ascended）

アルバム未収録
- Missin' you 〜It will break my heart〜（Original Version）

LIFE is...
Ken Hirai 10th Anniversary Complete Single Collection '95-'05 歌バカ